# Stazione di Santa Flavia-Solunto-Porticello
La stazione di Santa Flavia-Solunto-Porticello è una stazione ferroviaria posta sulle linee Palermo-Messina, Palermo-Agrigento e Palermo-Catania, a servizio del comune di Santa Flavia e delle sue frazioni di Solunto e Porticello.

## Storia
In tutta la zona vicina alla stazione di Santa Flavia era tutta necropoli antica. La stazione venne attivata in data imprecisata. Il fabbricato viaggiatori fu costruito nel 1936 dall'architetto Roberto Narducci.
Venne declassata a fermata il 16 marzo 2008.